# Музыка в Орегоне
Музыкальная культура Орегона охватывает широкий спектр жанров — от традиционной музыки коренных народов до рок-н-ролла, кантри, джаза, поп- и электронной музыки. Однако в течение долгого времени штат оставался в стороне от основных культурных процессов, формировавших музыкальную сцену США. Из-за более однородного и преимущественно белого населения, Орегон сыграл ограниченную роль в становлении жанров, связанных с афроамериканскими музыкальными традициями, таких как блюз и госпел.

## Популярность Орегона в музыкальной культуре США

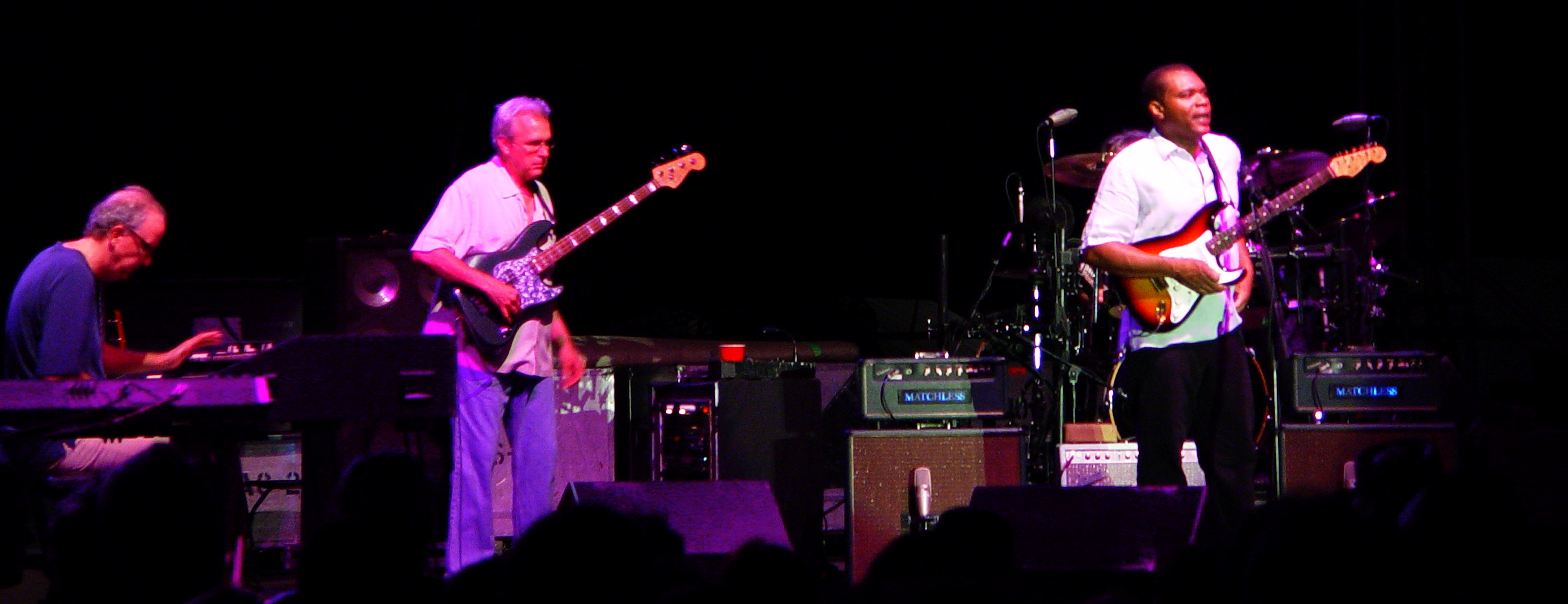
Выступление группы Роберта Крэя на джазовом фестивале в 2007 году.

Основные вклад Орегона в американскую популярную музыку начались в 1960-х годах, когда The Kingsmen и Paul Revere & the Raiders утвердили Орегон как небольшой центр для фрат-рока и гаражного рока. 
Это привело к развитию блюз-рока, представленному такими группами, как Robert Cray Band, а также к формированию хардкор-панк сцены в начале 1980-х в Тихоокеанском Северо-Западе, с группами, такими как Wipers в Портленде и другие подобные коллективы в Сиэтле и Ванкувере (Канада). В следующие двадцать лет панк-рок превратился в гранж, riot grrrl, альтернативный рок и в конечном счете, инди-рок. 
В последние десятилетия Орегон стал важным центром независимой музыки, особенно в Портленде, который стал известен как «мека хипстеров». Местные инди-музыканты, такие как The Decemberists, Gossip, The Dandy Warhols, M. Ward, Logan Lynn, Storm Large, Pink Martini и Elliott Smith, стали значимыми фигурами на международной сцене. Floater является ярким примером инди-группы Портленда, которая не подписала контракт с крупным лейблом более 20 лет, при этом неоднократно становилась лучшей группой города и собирала аншлаги в таких местах, как Crystal Ballroom и Aladdin Theater.

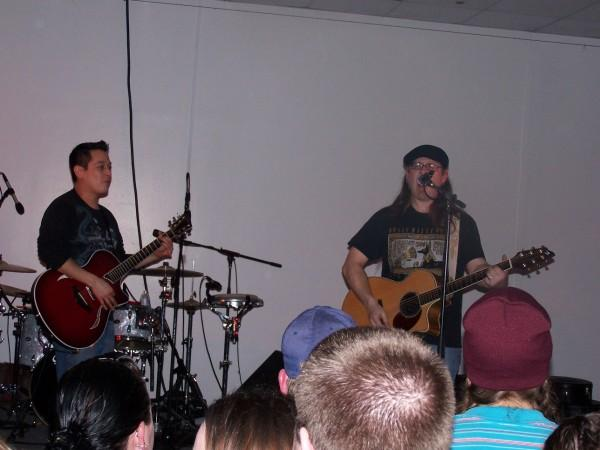
Группа «Floater» Дэйв Амадор и Пит Корнетт

Другие известные музыканты также переехали в Портленд, включая Modest Mouse (из Сиэтла), Sleater-Kinney (из Олимпии), The Shins (из Альбукерке), Spoon (из Остина), бывшего лидера Pavement Стивена Малькмуса (из Стоктона), певца и автора песен Паттерсона Худа (из Масл-Шоулс, Алабама, и Атенс, Джорджия), а также бывшего гитариста R.E.M. Питера Бака (из Беркли, Калифорния и Атенс, Джорджия).

## Портленд

### Поп-музыка
С 1960-х по 1980-е годы несколько музыкальных групп из Портленда добивались определённого успеха в поп-чартах. The Kingsmen стали первыми, кто попал в топ-10 с гаражным рок-хитом 1960-х годов "Louie Louie", занявшим 2-е место. Paul Revere & the Raiders получили популярность в Портленде после переезда из Айдахо. The Hudson Brothers имели несколько хитов, таких как "Mr. Kirby" (группа тогда называлась "The New Yorkers") и "So You Are a Star", а также имели собственное телешоу в 1970-х годах. Quarterflash (которые начинали как джазовая группа под именем 'Seafood Mama') добились успеха с песней "Harden My Heart", которая заняла 3-е место в 1981 году. Nu Shooz, добились большого успеха с песней "I Can't Wait", которая также заняла 3-е место в 1986 году.

### Панк-рок

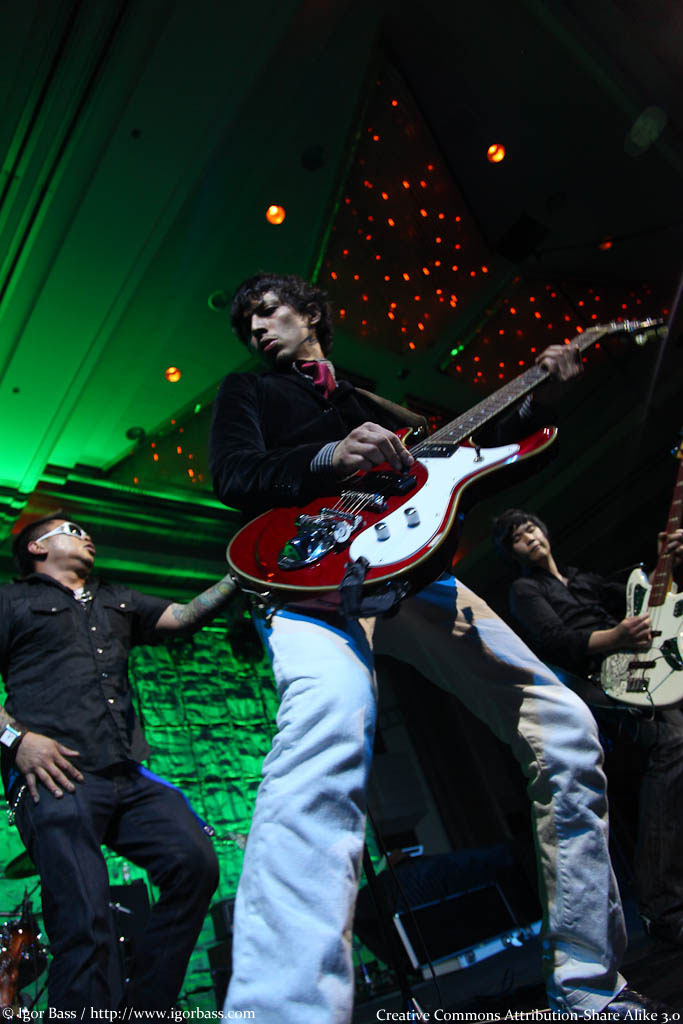
«The Slants» выступают на Anime Central 2009

Портленд был одним из самых ярких центров хардкор-панка на Тихоокеанском Северо-Западе в начале 1980-х годов, конкурируя только с Сиэтлом и Ванкувером. Wipers и Poison Idea — самые известные представители этой сцены, особенно Wipers, которые оказали большое влияние на гранж. Эти группы играли в таких клубах, как The Met и Satyricon. Другие хардкор-группы 1980-х годов включают Lockjaw, Final Warning и The Rats. В Портленде также жила фронтвумен Hole, Кортни Лав, которая активно участвовала в панк-сцене города.

### Инди-музыка
Несколько инди-групп из Портленда, которые играли на местных площадках, заключили контракты с лейблами, такими как Partisan Records и Knitting Factory Records, и начали гастролировать по всей стране. Среди них Эмиль Амос из Holy Sons, Sallie Ford and the Sound Outside, Ages and Ages, Dolorean и другие.

### Танцевальная музыка
Портленд также является домом для единственной в мире полностью азиатской танцевально-рок-группы The Slants, которая стала известна не только благодаря своей битве с Бюро патентов и товарных знаков США, но и активному участию в индустрии аниме.